# Rörtjärnen (Hallens socken, Jämtland)
Rörtjärnen är en sjö i Åre kommun i Jämtland och ingår i Indalsälvens huvudavrinningsområde. Sjön har en area på 0,15 kvadratkilometer och ligger 769,1 meter över havet. Sjön avvattnas av vattendraget Rörtjärnbäcken.

## Delavrinningsområde
Rörtjärnen ingår i det delavrinningsområde (700276-138762) som SMHI kallar för Utloppet av Rörtjärnen. Medelhöjden är 777 meter över havet och ytan är 1,59 kvadratkilometer. Det finns inga avrinningsområden uppströms utan avrinningsområdet är högsta punkten. Rörtjärnbäcken som avvattnar avrinningsområdet har biflödesordning 3, vilket innebär att vattnet flödar genom totalt 3 vattendrag innan det når havet efter 300 kilometer. Avrinningsområdet består mestadels av skog (91 procent). Avrinningsområdet har 0,15 kvadratkilometer vattenytor vilket ger det en sjöprocent på 9,3 procent.